# Ein Lied für Madrid
Ein Lied für Madrid war die deutsche Vorentscheidung zum Eurovision Song Contest 1969.

## Format
Drei Interpreten wurden ausgewählt, die je drei Titel vortragen durften.
Die Beiträge wurden zusammen mit dem Tanzorchester des Hessischen Rundfunks (HR) vorgetragen. Da Willy Berking an diesem Tag erkrankt war, stand das Orchester unter der Leitung von Heinz Schönberger. Durch die Sendung führte die Moderatorin Marie-Louise Steinbauer.
Eine 11-köpfige Jury unter dem Vorsitz von Hans-Otto Grünefeldt saß im Studio 3 des Hessischen Rundfunks. Mitglieder der Jury waren Klaus Wüsthoff und Norbert Schultze als Vertreter des Deutschen Komponistenverbandes, Hans Hee und Hans Bradtke als Vertreter des Deutschen Textdichter-Verbandes, Walter Friedrich und Wolfgang Kretzschmar als Vertreter der Arbeitsgemeinschaft Schallplatte, sowie vier Unterhaltungschefs der ARD: Harald Vock vom NDR, Hannes Hoff vom WDR, Hans Hirschmann vom SWF und Edwin Friesch vom SDR. Die Jury wurde durch den damaligen Kapellmeister der Städtischen Bühnen Frankfurt am Main, Rudi Franz, komplettiert.
Die Abstimmung erfolgte namentlich und in offener Wertung. Die Runde war ohne Publikum im Studio, jedoch live zugeschaltet. Jedes Jurymitglied hatte eine Stimme und konnte diese nur einem Titel eines Interpreten geben. Alle sieben Experten stimmten über den Titel ab. Jedes Jurymitglied konnte für jedes Lied einen Punkt vergeben. Dabei hatten die Jurymitglieder eine Abstimmungstafel zu ziehen und vor der Bekanntgabe verdeckt vor sich auf den Tisch zu legen, um mögliche Manipulationen auszuschließen. In der ersten Abstimmungsrunde galt es, für jeden der drei Interpreten den besten Titel für die zweite Abstimmungsrunde zu finden; diese entschied, wer Deutschland in Madrid vertreten soll.
Die drei Titel der drei Interpreten mit den höchsten Bewertungen wurden im Anschluss nochmals von den Interpreten vorgetragen. Es folgte eine finale Abstimmungsrunde, bei der jeder Experte seinen Favoriten benennen musste.

## Platzierungen

### 1. Wertungsrunde
| Platz | Startnr. | Interpret     | Lied Musik (M) und Text (T)                        | Punkte |
| ----- | -------- | ------------- | -------------------------------------------------- | ------ |
| 1.    | 7        | Siw Malmkvist | Primaballerina M/T: Hans Blum                      | 5      |
| 2.    | 4        | Siw Malmkvist | Melodie M/T: Heinz Korn                            | 4      |
| 3.    | 1        | Siw Malmkvist | Dein Comeback zu mir M: Heinz Gietz; T: Kurt Feltz | 2      |

| Platz | Startnr. | Interpret | Lied Musik (M) und Text (T)                                              | Punkte |
| ----- | -------- | --------- | ------------------------------------------------------------------------ | ------ |
| 1.    | 5        | Rex Gildo | Die beste Idee meines Lebens M: Eric Hein; T: Kurt Hertha                | 7      |
| 2.    | 2        | Rex Gildo | Lady Julia M: Werner Scharfenberger; T: Kurt Feltz                       | 4      |
| 3.    | 8        | Rex Gildo | Festival der jungen Liebe M: Gerhard Jussenhoven; T: Horst Heinz Henning | 0      |

| Platz | Startnr. | Interpret   | Lied Musik (M) und Text (T)                                        | Punkte |
| ----- | -------- | ----------- | ------------------------------------------------------------------ | ------ |
| 1.    | 9        | Peggy March | Hey M/T: Heinz Korn                                                | 6      |
| 2.    | 6        | Peggy March | Aber die Liebe bleibt bestehen M: Günther Sonneborn; T: Heinz Korn | 4      |
| 3.    | 3        | Peggy March | Karussell meiner Liebe M: Werner Scharfenberger; T: Kurt Feltz     | 1      |

### 2. Wertungsrunde
| Platz | Startnr. | Interpret     | Lied Musik (M) und Text (T)                               | Punkte |
| ----- | -------- | ------------- | --------------------------------------------------------- | ------ |
| 1.    | 1        | Siw Malmkvist | Primaballerina M/T: Hans Blum                             | 7      |
| 2.    | 3        | Peggy March   | Hey M/T: Heinz Korn                                       | 4      |
| 3.    | 2        | Rex Gildo     | Die beste Idee meines Lebens M: Eric Hein; T: Kurt Hertha | 0      |

## Trivia
- Im Lied Primaballerina kommt das Wort Primaballerina 23-mal vor.

- Als Pausenfüller trat das Ehepaar Mechthild und Rudolf Trautz (4-fache Weltmeister, 8-fache Europameister und 28-fache deutsche Meister in den lateinamerikanischen Tänzen) auf.

- Die Gesamtleitung der Sendung hatte Lia Wöhr, bekannt als Wirtin des Blauen Bock.

- Als vierte Teilnehmerin war ursprünglich Alexandra eingeladen worden. Sie sagte ihre Teilnahme jedoch ab.